# Mark Clifton
Mark Clifton (Filadelfia, 1906 – 1963) è stato uno scrittore statunitense di fantascienza.

## Biografia
Nato nel 1906 a Filadelfia, ha lavorato come psicologo industriale fino al pensionamento intorno al 1950.
Nel maggio del 1952 ha pubblicato il suo primo racconto, What Have I Done?, nella rivista Astounding, mentre tre anni dopo ha vinto il Premio Hugo per il miglior romanzo con La macchina dell'eternità scritto assieme a Frank Riley.
Morto nel 1963, nel 2010 è stato insignito del "Cordwainer Smith Rediscovery Award" destinato ad autori di fantasy e fantascienza poco ricordati dal pubblico e dalla critica.

## Opere

### Serie Bossy
- Crazy Joey con Alex Apostolides (1953)
- Hide! Hide! Witch! con Alex Apostolides (1953)
- La macchina dell'eternità con Frank Riley (They'd Rather Be Right, 1955), Piacenza, La Tribuna, Galassia N. 139, 1971 traduzione di Gabriele Tamburini - Nuova ed. Milano, Nord, Cosmo Oro N. 88, 1988 ISBN 88-429-0385-X.

### Serie Ralph Kennedy
- What Thin Partitions con Alex Apostolides (1953)
- Sense from Thought Divide (1955)
- How Allied (1957)
- Remembrance and Reflection (1958)
- Vennero dallo spazio (When They Come From Space), Milano, Ponzoni, I Romanzi del Cosmo N. 113, 1962 traduzione di F. Jachino

### Altri romanzi
- Eight Keys to Eden (1960)
- The Kenzie Report (2010)
- Do Unto Others (2010)
- A Woman's Place (2010)

### Racconti
- What Have I Done? (1952)
- Star Bright (1952)
- The Conqueror (1952)
- The Kenzie Report (1953)
- Bow Down to Them (1953)
- Solution Delayed con Alex Apostolides (1953)
- Progress Report con Alex Apostolides (1953)
- Civilized con Alex Apostolides (1953)
- Reward for Valor (1953)
- A Woman's Place (1955)
- Clerical Error (1956)
- The Dread Tomato Addiction (1958)
- Do Unto Others (1958)
- What Now, Little Man? (1959)
- Hang Head, Vandal! (1962)

## Premi e riconoscimenti
- Premio Hugo per il miglior romanzo: 1955 vincitore con La macchina dell'eternità